# شامل سابيروف
شامل سابيروف (بالروسية: Сабиров, Шамиль Алтаевич)‏ (مواليد 4 أبريل 1959) هو ملاكم روسي، مثّل بلاده في الألعاب الأولمبية الصيفية 1980 وحقق الميدالية الذهبية في فئة وزن الذبابة الخفيف.

## روابط خارجية
شامل سابيروف على موقع أوليمبيديا (الإنجليزية)